# João Afonso (calciatore)
João Ricardo Silva Afonso, noto semplicemente come João Afonso (Castelo Branco, 28 maggio 1990), è un calciatore portoghese, difensore del Tondela.

## Caratteristiche tecniche
È un difensore centrale.

## Carriera
Nato a Castelo Branco, cresce nelle giovanili della squadra locale del Benfica e C.B., con cui colleziona 150 presenze totali, diventando anche capitano.
Il 20 giugno 2014, dopo essere stato accostato al Marítimo e al Gil Vicente, viene acquistato dal Vitória Guimarães, con cui esordisce tra i professionisti il 22 agosto, rimpiazzando Moreno nel corso della sfida casalinga vinta 3-0 contro il Penafiel. Otto giorni dopo debutta invece in Primeira Liga contro il Belenenses.
Dopo due stagioni al Vitória, il 31 agosto 2016 passa in prestito all'Estoril Praia per poi trasferirsi il 9 luglio 2017, sempre a titolo temporaneo, in Spagna, al Cordova.
Nella stagione 2018-19 rimane al Vitória, prima di sottoscrivere a fine giugno 2019 un contratto triennale col Santa Clara.

## Statistiche

### Presenze e reti nei club
Statistiche aggiornate al 24 giugno 2017.
| Stagione                      | Squadra                       | Campionato                    | Campionato | Campionato | Coppe nazionali | Coppe nazionali | Coppe nazionali | Coppe continentali | Coppe continentali | Coppe continentali | Altre coppe | Altre coppe | Altre coppe | Totale | Totale |
| Stagione                      | Squadra                       | Comp                          | Pres       | Reti       | Comp            | Pres            | Reti            | Comp               | Pres               | Reti               | Comp        | Pres        | Reti        | Pres   | Reti   |
| ----------------------------- | ----------------------------- | ----------------------------- | ---------- | ---------- | --------------- | --------------- | --------------- | ------------------ | ------------------ | ------------------ | ----------- | ----------- | ----------- | ------ | ------ |
| 2008-2009                     | Benfica e C.B.                | TD                            | 1          | 0          |                 | -               | -               |                    | -                  | -                  |             | -           | -           | 1      | 0      |
| 2009-2010                     | Benfica e C.B.                | TD                            | 28         | 2          | TP              | 2               | 0               |                    | -                  | -                  |             | -           | -           | 30     | 2      |
| 2010-2011                     | Benfica e C.B.                | TD                            | 29         | 2          | TP              | 1               | 0               |                    | -                  | -                  |             | -           | -           | 30     | 2      |
| 2011-2012                     | Benfica e C.B.                | TD                            | 28         | 0          | TP              | 2               | 0               |                    | -                  | -                  |             | -           | -           | 30     | 0      |
| 2012-2013                     | Benfica e C.B.                | SD                            | 30         | 1          | TP              | 1               | 0               |                    | -                  | -                  |             | -           | -           | 31     | 1      |
| 2013-2014                     | Benfica e C.B.                | CNS                           | 34         | 1          | TP              | 3               | 0               |                    | -                  | -                  |             | -           | -           | 37     | 1      |
| Totale Benfica Castelo Branco | Totale Benfica Castelo Branco | Totale Benfica Castelo Branco | 150        | 6          |                 | 10              | 0               |                    | -                  | -                  |             | -           | -           | 160    | 6      |
| 2014-2015                     | Vitória Guimarães             | PL                            | 23         | 1          | TP+TL           | 1+2             | 0               |                    | -                  | -                  |             | -           | -           | 26     | 1      |
| 2015-2016                     | Vitória Guimarães             | PL                            | 24         | 0          | TP+TL           | 0               | 0               | UEL                | 2                  | 0                  |             | -           | -           | 26     | 0      |
| Totale Vitória Guimarães      | Totale Vitória Guimarães      | Totale Vitória Guimarães      | 47         | 1          |                 | 3               | 0               |                    | 2                  | 0                  |             | -           | -           | 52     | 1      |
| 2016-2017                     | Estoril Praia                 | PL                            | 27         | 0          | TP+TL           | 5+1             | 0               |                    | -                  | -                  |             | -           | -           | 33     | 0      |
| Totale carriera               | Totale carriera               | Totale carriera               | 224        | 7          |                 | 19              | 0               |                    | 2                  | 0                  |             | -           | -           | 245    | 7      |

## Palmarès

### Club

#### Competizioni nazionali
- Segunda Liga: 1

Tondela: 2024-2025